# Ride a White Swan
«Ride a White Swan» es una canción de la banda británica de rock T. Rex, publicada como sencillo en octubre de 1970 por Fly Records. Es el primer sencillo de la banda acreditado con el nombre de T. Rex y también el primero editado con el percusionista Mickey Finn y los coristas Mark Volman y Howard Kaylan. Con un estilo similar al rock psicodélico y a la música underground y con un riff proveniente del rockabilly, el crítico Ned Raggett de Allmusic consideró que inadvertidamente dio inicio a la glam rock manía. La canción fue el primer éxito comercial de la banda ya que ingresó en algunas listas musicales, por ejemplo llegó hasta el puesto 2 del UK Singles Chart. En 1970 T. Rex la interpretó en el Top of the Pops de la BBC, que a su vez fue la primera aparición de la banda en ese programa televisivo. Cabe señalar que en dicha presentación Bolan aun no usaba las vestimentas glamorosas que lo hicieron famosamente reconocido.
Tras la muerte de Marc Bolan en 1977, se instaló un adorno floral blanco en forma de cisne en las afueras del Crematorio de Golders Green, lugar donde se realizó su funeral, en alusión al título de la canción.

## Antecedentes y grabación
Marc Bolan escribió «Ride a White Swan» en su casa, al oeste de Londres. Se compone de cuatro estrofas, siendo la segunda y la cuarta las que incluyen la misma letra. El tema está lleno de referencias mitológicas y según el propio Bolan en 1976, la escribió después de consumir LSD en el lanzamiento de la versión británica de la revista Rolling Stone en la plaza Hanover de Westminster. Se grabó el 1 de julio de 1970 en los Trident Studios de Londres con una duración de poco más de dos minutos, contenía cuatro pistas de guitarra registradas en capas y además, Bolan tocó el bajo Fender Precision de Tony Visconti con un capo en el cuarto traste. Incluye una pequeña sección de cuerdas, pero sin tambores, con un tiempo que se mantiene con una pandereta sincronizada y con un aplauso grabado en el baño del estudio londinense, sitio que fue escogido por el eco que producía la habitación.
Como lado B se incluyeron las canciones «Is It Love?», que se grabó en junio de 1970, y «Summertime Blues» de Eddie Cochran, que se registró durante las mismas sesiones de «Ride a White Swan». Cabe señalar que en las notas del estudio se indica que el tema «Jewel», incluido posteriormente en el disco T. Rex, se grabó el 26 de julio de 1970 para ser añadido como lado B del sencillo, pero finalmente se descartó.

## Lista de canciones
| N.º | Título              | Escritor(es)                  | Duración |  |
| 1.  | «Ride a White Swan» | Marc Bolan                    | 2:15     |  |
| 2.  | «Is It Love?»       | Marc Bolan                    | 2:36     |  |
| 3.  | «Summertime Blues»  | Eddie Cochran, Jerry Capehart | 2:44     |  |

## Posicionamiento en listas
| País           | Lista (1970-1971)        | Máxima posición |
| -------------- | ------------------------ | --------------- |
| Reino Unido    | UK Singles Chart         | 2               |
| Francia        | French Singles Chart     | 10              |
| Irlanda        | Irish Singles Chart      | 11              |
| Australia      | Australian Singles Chart | 55              |
| Estados Unidos | Cash Box Top 100         | 60              |
| Estados Unidos | Billboard Hot 100        | 76              |

| País        | Lista (2007)     | Máxima posición |
| ----------- | ---------------- | --------------- |
| Reino Unido | UK Singles Chart | 97              |

## Certificaciones
| País        | Organismo certificador | Certificación | Ventas certificadas | Ref.   |
| ----------- | ---------------------- | ------------- | ------------------- | ------ |
| Reino Unido | BPI                    | Plata         | 200 000             | [ 10 ] |

## Músicos
- Marc Bolan: voz, guitarra eléctrica y bajo
- Mickey Finn: bongó y conga
- Mark Volman y Howard Kaylan: coros
- Tony Visconti: piano (músico invitado)